# الن گیبسون
الن گیبسون (انگلیسی: Alan Gibson؛ ‏ ۲۸ آوریل ۱۹۳۸ – ۵ ژوئیهٔ ۱۹۸۷) کارگردان فیلم اهل کانادا بود.
از فیلم‌ها یا مجموعه‌های تلویزیونی که وی در آن‌ها نقش داشته‌است، می‌توان به شدت اشاره نمود.